# Le Fortové

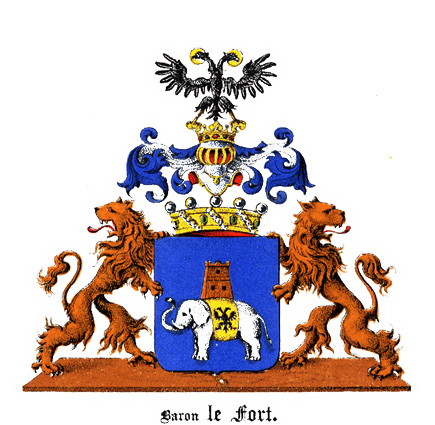
Erb Barons le Fort

Le Fort (česky: silný) také Lefort byla patricijská rodina pocházející ze Ženevy, která se tam přestěhovala z Piemontu. Jejich rodové jméno bylo původně Lifforti. Část členů rodu Le Fort se usídlila během 17. až 18. století v Rusku, Meklenbursku a Pomořansku.

## Historie

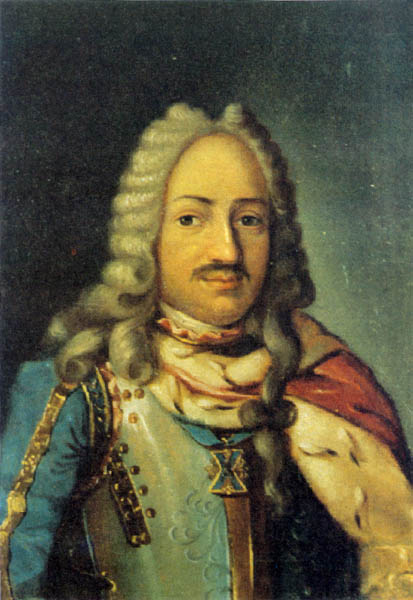
François le Fort

### Legenda původu
Podle rodinné legendy je historie rodiny Le Fort spjata s prapředky Kapetovců. Robert Le Fort prý přijal hrabství Tours od západofranského krále Karla II. Holého s úkolem chránit říši před útoky Normanů. Robert Le Fort zemřel v roce 866 a zanechal svým synům Odovi a Robertovi jen malou říši, tehdejší Neustrii. Odo obdržel hrabství Paříž v roce 882. Díky své vojenské službě při obraně Paříže byl dokonce v roce 888 aristokracií zvolen králem. Jeho prasynovec Hugo vládl v letech 987 až 996 a dostal přezdívku Hugo Kapet. Všichni panovníci byli poté po něm pojmenováni Kapetovci.
Podle jiné tradice pocházel rod z Francie. Rodina měla normanský původ a kolem roku 1160 byli její členové leníky anglických králů v Normandii. Wilhelm Le Fort se zúčastnil křížové výpravy anglického krále Richarda I. Lví srdce. Po návratu získal majetek v severní Itálii a v roce 1229 vedl delegaci rytířů ke dvoru císaře Fridricha II. Štaufského. Možná byl předchůdcem le Fort de Vallerin, který kolem roku 1237 opustil ostrov Kypr a vydal se do Říma, aby se účastnil sporů mezi papežem Řehořem IX. s císařem Friedrichem II. Císař mu věnoval majetek. Od té doby patřila rodina k německé císařské šlechtě. Tato legenda má odkazy na legendu o původu anglického šlechtického rodu Fortescue, který za svého předka považuje normanského rytíře Richarda Le Forta, o kterém se říká, že zachránil život Vilému Dobyvateli v bitvě u Hastingsu v roce 1066. V saském diplomu o povýšení Ludwiga Carla Le Forta z roku 1790 na stav císařského barona bylo uvedeno, že předkové pocházeli ze Skotska, odtud odešli do Piemontu a v roce 1565 do Ženevy. Ověřený původ rodiny je v Cuneu v Piemontu. Odtud uprchli do frankofonní Ženevy jako hugenoti.

### Meklenburská větev
Meklenburská rodinná větev Le Fort sahá až k Francoisi Le Fort, který byl jedním z nejslavnějšího člena celé rodiny dodnes. François Le Fort  (1656–1699) byl synem ženevského obchodníka Jacquese Le Forta. Do ruských služeb vstoupil jako námořní důstojník v roce 1680 a v roce 1694 se stal admirálem ruské flotily. Ruský car Petr I. Veliký jej povýšil do šlechtického stavu v roce 1698 na barona.  Ruský car byl také kmotrem jeho syna, byl od něj odvozen rodinný zvyk pojmenovat každé dítě v rodině Le Fort jménem Petr, Petra nebo přidat jako druhé křestní jméno. Jeho bratr, ženevský státní radní Ami Le Fort (1635–1719) byl v roce 1698 císařem Leopoldem I. povýšen do šlechtického stavu říšského rytíře. Jeho syn Peter (Pierre Chevalier de Le Fort) Le Fort (1676–1754), narozený v Ženevě zdědil po strýci majetek v Rusku. Do ruských služeb vstoupil v roce 1696 a dosáhl pozici generála a generálního guvernéra Estonska, Livonska a Astrachaně. Carevna Kateřina I. jej v roce 1722 jmenovala velícím generálem. V roce 1713 se oženil ve Smolensku s Elisabeth Justine de Weide, dcerou ruského generála Adama de Weide . Ve svém druhém manželství v roce 1717 se oženil se Sophií auf Ganzkow.  V roce 1733 Peter Le Fort převzal panství Möllenhagen, Marin, Rethwisch, Lehsten, Bocksee a Klockow v Meklenbursku.
Mnoho členů rodiny sloužilo jako důstojníci, například baron August Le Fort byl v Královské německé legii a také Lothar von Le Fort (1831–1902) byl plukovník pruské armády, který byl otcem spisovatelky Gertrudu von Le Fort a Stephana von Le Fort (1884–1953).
Peter Alexander von Le Fort byl generálním tajemníkem organizačního výboru zimních olympijských her v roce 1936.

### Pomořanská větev
Friedrich Adolf Heinrich von Le Fort byl velkovévodským komorníkem v Meklenbursku. Získal několik statků v Pomořansku a stal se skutečným zakladatelem pomořanské linie rodu. V Papendorfu byl komorník baron Peter von Le Fort od roku 1833 vlastník panství Pulow, které vlastnili později další členové rodiny včetně panství Papendorfu. Kolem roku 1928 byl majitelem panství na Papendorfu zemský rada generál baron Friedrich Wilhelm von Lefort (s novým pravopisem) s vlastnictvím panství Pulow a Klein Jasedow. Před rokem 1945 byla rodina Lefortů jedním z deseti největších vlastníků půdy v Západním Pomořansku.

### Vlastněna panství
Meklenbursko
- Boek, dnes součást Rechlin, s Pertinenzien, 1841–1920
- Gottin with Tellow, dnes okres Warnkenhagen, 1790–1795
- Lehsten, dnes součást Möllenhagenu, před lety 1755–1802
- Marin, před 1755–1804 (zastaveno od roku 1790)
- Möllenhagen, před 1755–1831
- Poppentin, 1802–1853
- Rethwisch (Möllenhagen), Bocksee (Ankershagen) a Klockow (Groß Dratow), před lety 1755–1790
- Wendhof s částí Poppentinu, dnes oba okresy Göhren-Lebbin, zástava 1798, dědičné 1800–1853

Pomořansko
- Papendorf, dnes obec Lassan, 1833– po roce 1928
- Pulow, dnes Lassan, 1843–1911
- Klein Jasedow, dnes obec Lassan, 1833– po roce 1928

## Erb
Rodový erb ukazuje přirozeně zbarveného slona stojícího před palmou v modrém štítu. . Motto : Fortitudine et fide . 

### Historické erby

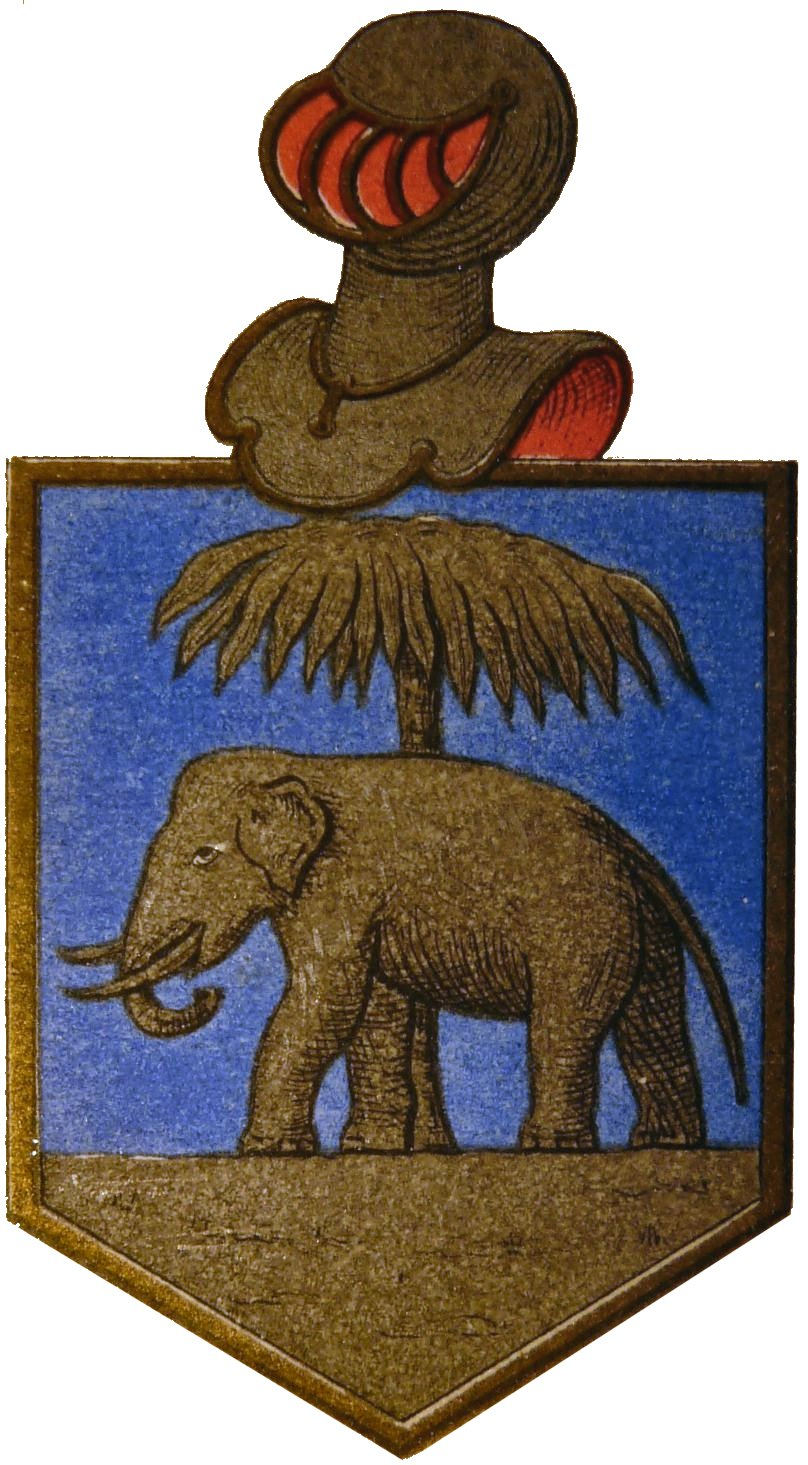
Kmenový znak se základnou štítu
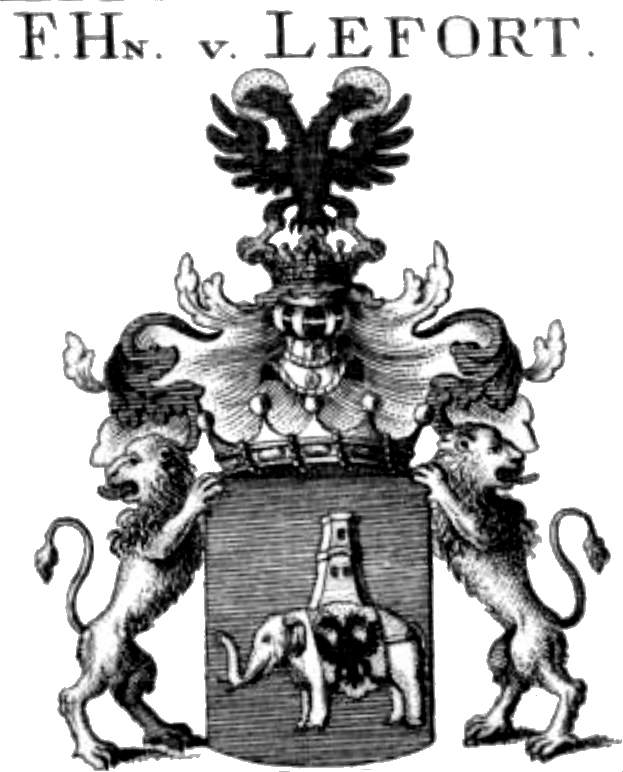
Erb z doby kolem roku 1780
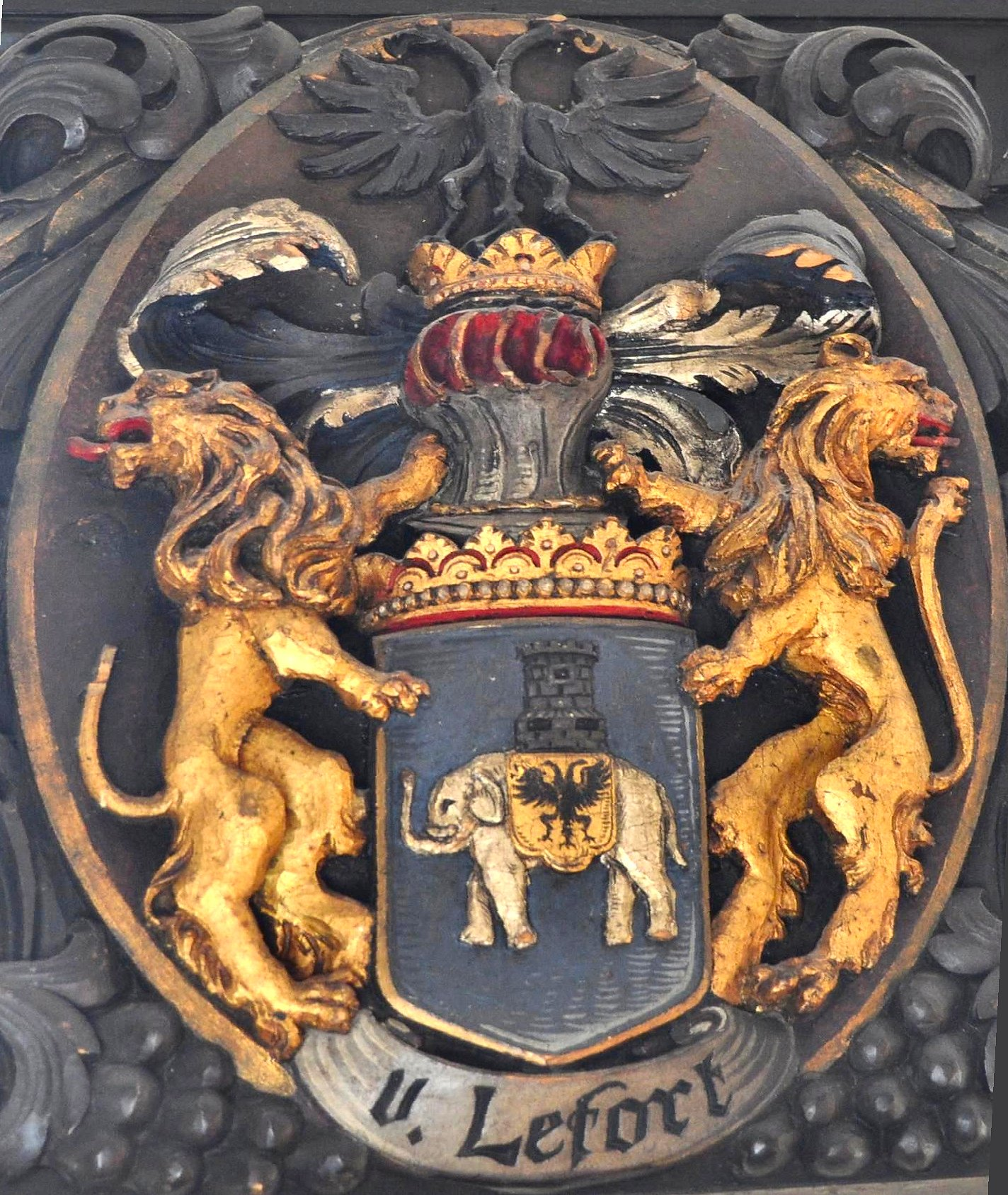
Erb v budově okresu Greifswald

## Významní členové

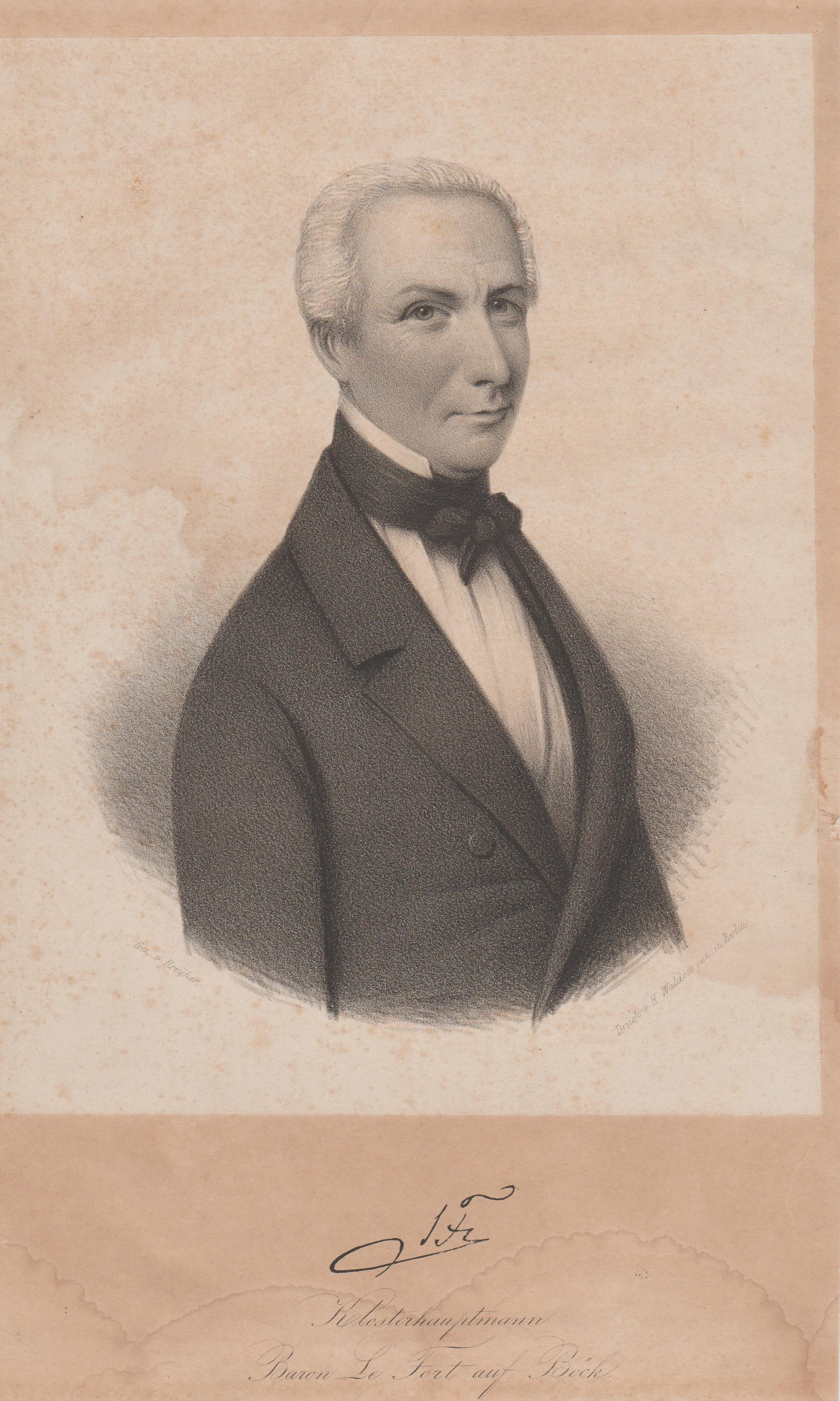
Klášterní kapitán Carl Peter Baron von Le Fort

- François Le Fort (1656–1699), ruský admirál
- Pierre Le Fort (1676–1754), ruský generál
- Pierre Le Fort (1719–1796), saský generál, hlavní ceremoniář carevny Alžběty
- Pierre-Frédéric Le Fort (1716–1783), francouzský generál brigády
- Johann Carl Peter Baron von Le Fort auf Boek, 1836–1854 klášterní kapitán dobbertinského kláštera
- Gertrud von Le Fort (1876–1971), německá spisovatelka
- Etta von Le Fort, vdaná hraběnka von Waldersee (1902–1978), viceprezidentka německého Červeného kříže
- Peter Alexander von Le Fort (1899–), generální tajemník organizačního výboru zimních olympijských her v roce 1936